# Parafia Chrystusa Króla w Wejherowie
Parafia Chrystusa Króla i Błogosławionej Alicji Kotowskiej w Wejherowie – rzymskokatolicka parafia usytuowana w przy ulicy Narutowicza w Wejherowie. Wchodzi w skład dekanatu Wejherowo w archidiecezji gdańskiej. Jest to jedna z dwóch parafii położonych po północnej stronie miasta, na terenie Osiedla Przemysłowa i przy granicy z Osiedlem Chopina.

## Historia
Parafia została erygowana z części terytorium parafii św. Leona Wielkiego w Wejherowie 27 stycznia 1987 dekretem biskupim przez ordynariusza diecezji chełmińskiej – Mariana Przykuckiego.
Tytuł kościoła jako parafii pw. Chrystusa Króla nawiązuje do zwycięstwa wartości, za które Polacy w czasie II wojny światowej oddali życie w lasach piaśnickich. W kościele jest poświęcona kaplica – Męczennikom Piaśnicy. Jako pomnik wiary i miłości Ojczyzny, ludzi którzy oddali życie w Piaśnicy, kościół ten więc stał się – Sanktuarium Męczeństwa.
Początkowo na potrzeby kultu Bożego stanęła prowizoryczna kaplica, natomiast w 1988 rozpoczęto budowę kościoła i niezbędnych obiektów kościelnych. W pierwszym etapie – zakończonym w 1993, wybudowano prezbiterium i fragment nawy głównej.
25 marca 1992 – papież Jan Paweł II wydał bullę „Totus Tuus Poloniae Populus” reorganizującą administrację kościelną w Polsce i zgodnie z tymi zmianami, parafia stała się częścią Archidiecezji Gdańskiej.
W 1995 miały miejsce wydarzenia:
- pożar w którym część kościoła spłonęła, ale szkody szybko zostały usunięte;
- powiększenie parafii o część osiedla przyległego dotychczas do parafii Trójcy Świętej w Wejherowie;
- włączenie do parafii cmentarza Lasów Piaśnickich.

W 1998 w Kąpinie została wybudowana kaplica pod wezwaniem Matki Bożej Fatimskiej.
W roku 2000 w Uroczystość Chrystusa Króla odbyła się konsekracja kościoła, której dokonał arcybiskup metropolita gdański – Tadeusz Gocłowski CM.
W 2001 dekretem metropolity gdańskiego, kościół otrzymał również tytuł: błogosławionej siostry Alicji Kotowskiej – która zginęła w Piaśnicy.
Z dniem 1 lipca 2002 Kąpino stanowi oddzielną i samodzielną parafię pod wezwaniem Matki Boskiej Fatimskiej.
Decyzją abpa Sławoja Leszka Głódzia – metropolity gdańskiego, z dnia 25 czerwca 2015 parafia została mianowana siedzibą dekanatu.

## Proboszcz
- od 27 I 1987: ks. infułat Daniel Nowak[1][2]
  - dziekan od 25 VI 2015